# Squaliformes
Ordre
Les Squaliformes constituent un ordre de requins (poissons cartilagineux sélachimorphes).

## Description et caractéristiques
Ce sont des requins de taille généralement modeste et relativement primitifs, caractérisés par une épine bien visible à la base antérieure de chacune des nageoires dorsales (d'où le nom vernaculaire de nombreuses espèces, « aiguillat »). Une grande partie des espèces sont inféodées aux abysses. 

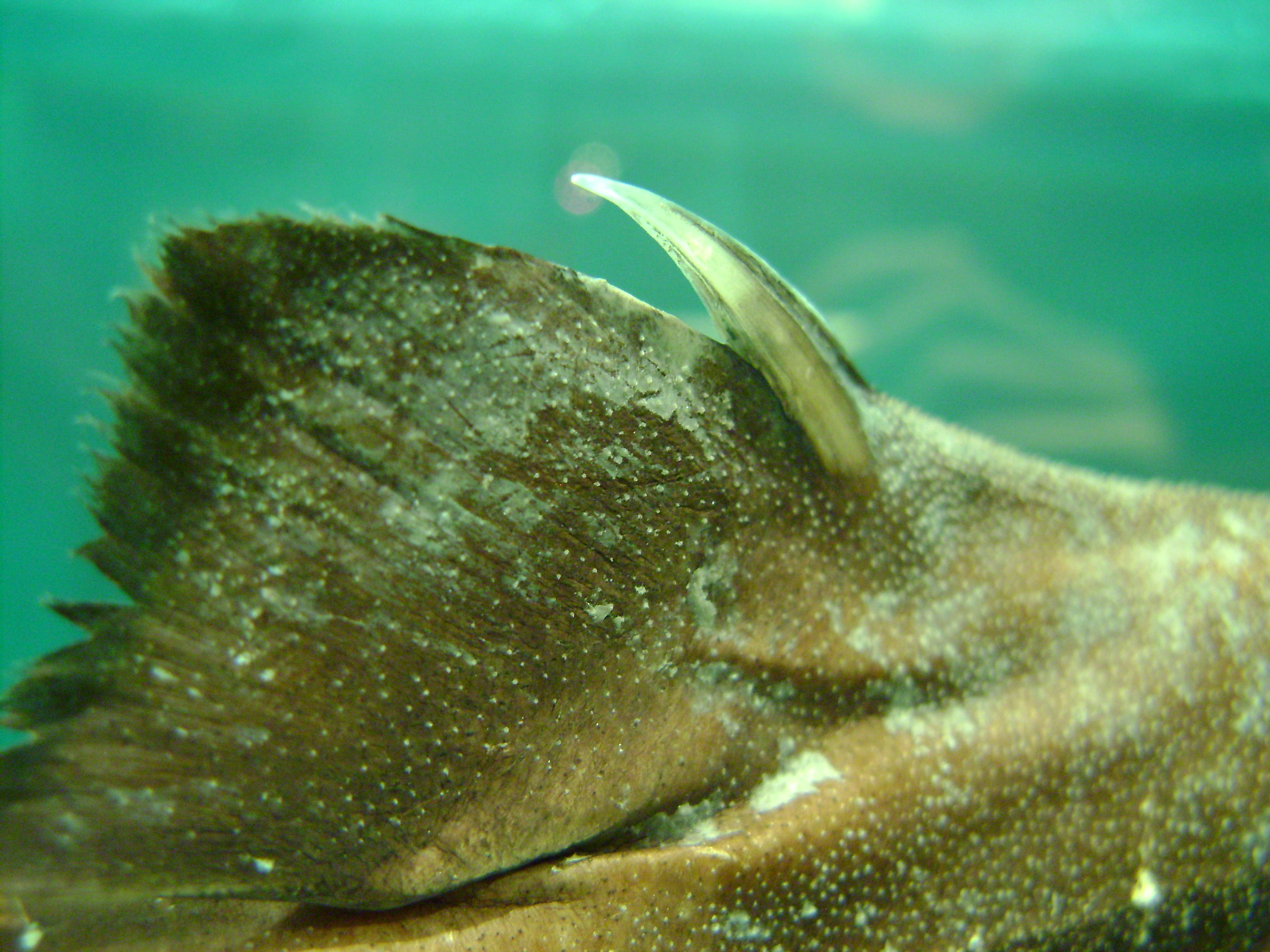
Épine d'aiguillat noir (Centroscyllium fabricii).

## Liste des familles et genres
Selon World Register of Marine Species (10 mars 2016) :
- famille Centrophoridae Bleeker, 1859 -- 2 genres
- famille Dalatiidae Gray, 1851 -- 7 genres
- famille Echinorhinidae Gill, 1862 -- 1 genre
- famille Etmopteridae Fowler, 1934 -- 5 genres
- famille Oxynotidae Gill, 1863 -- 1 genre
- famille Somniosidae Jordan, 1888 -- 5 genres
- famille Squalidae de Blainville, 1816 -- 2 genres

## Galerie

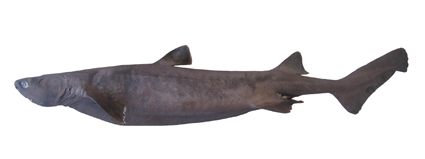
Dalatias licha (Dalatiidae)
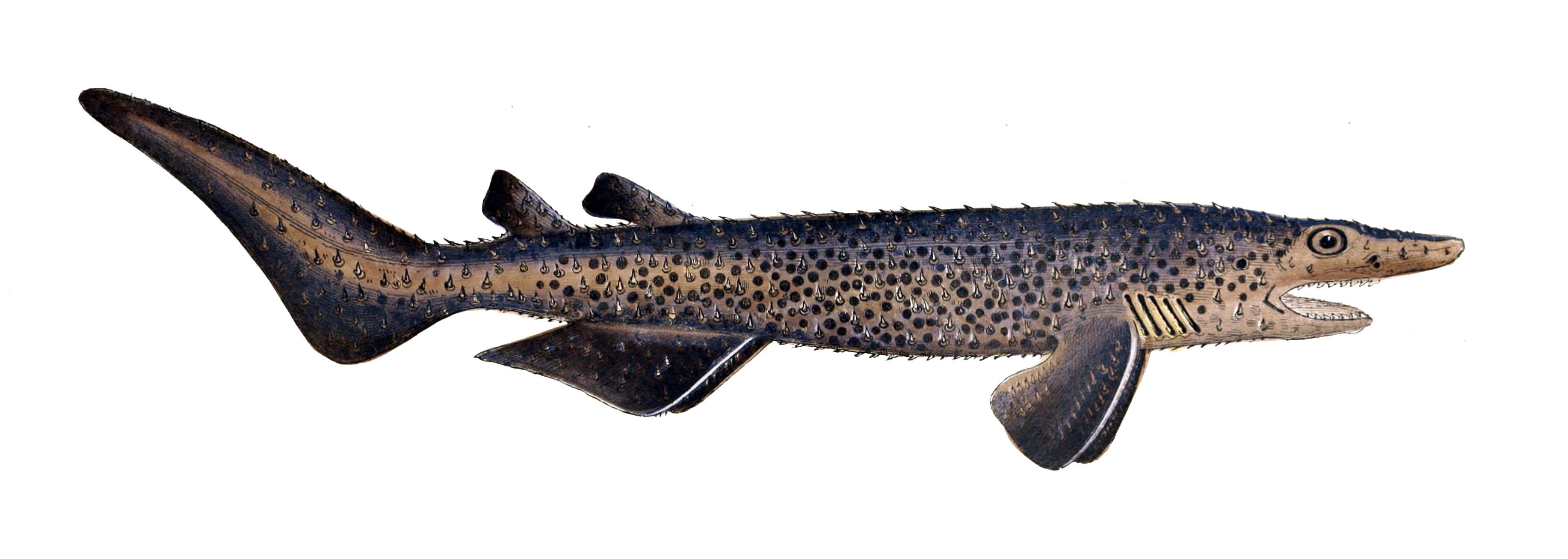
Echinorhinus brucus (Echinorhinidae)
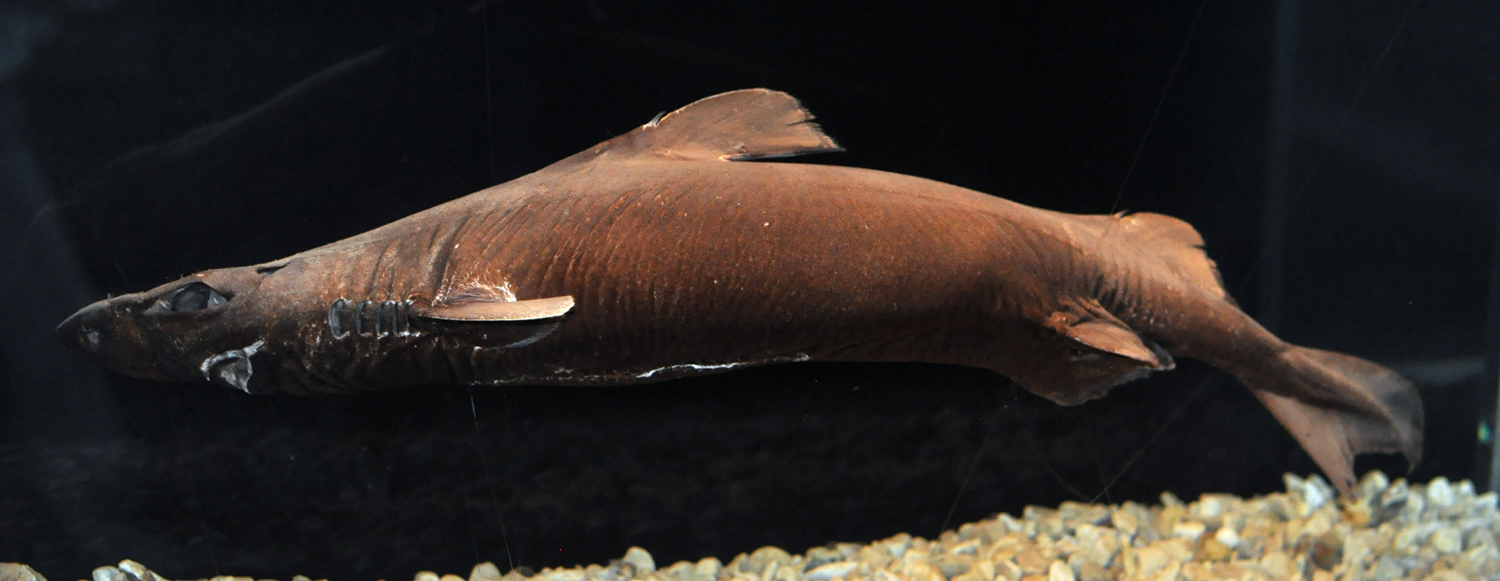
Etmopterus spinax (Etmopteridae)
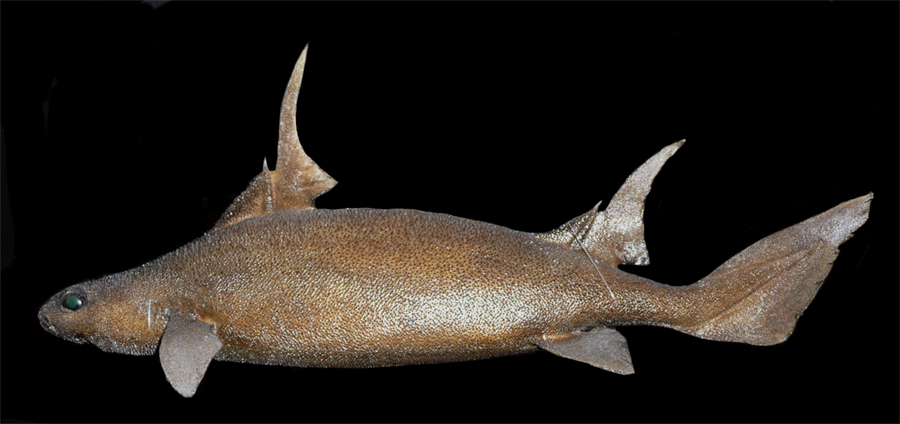
Oxynotus paradoxus (Oxynotidae)
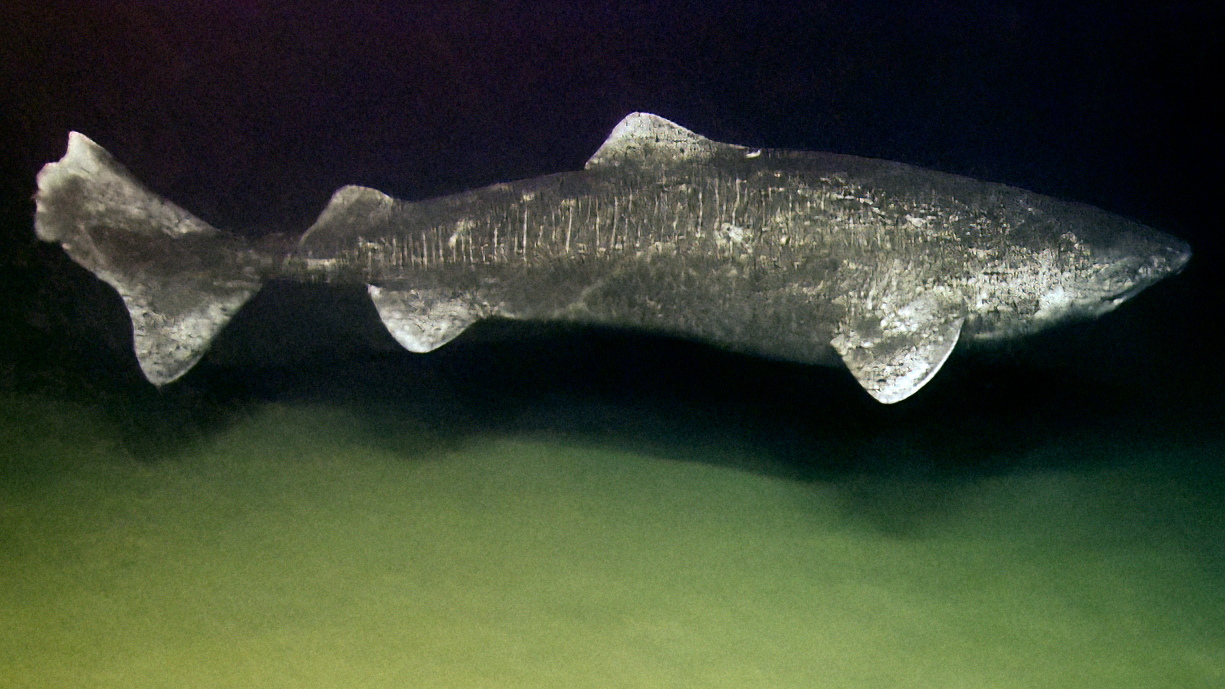
Somniosus microcephalus (Somniosidae)
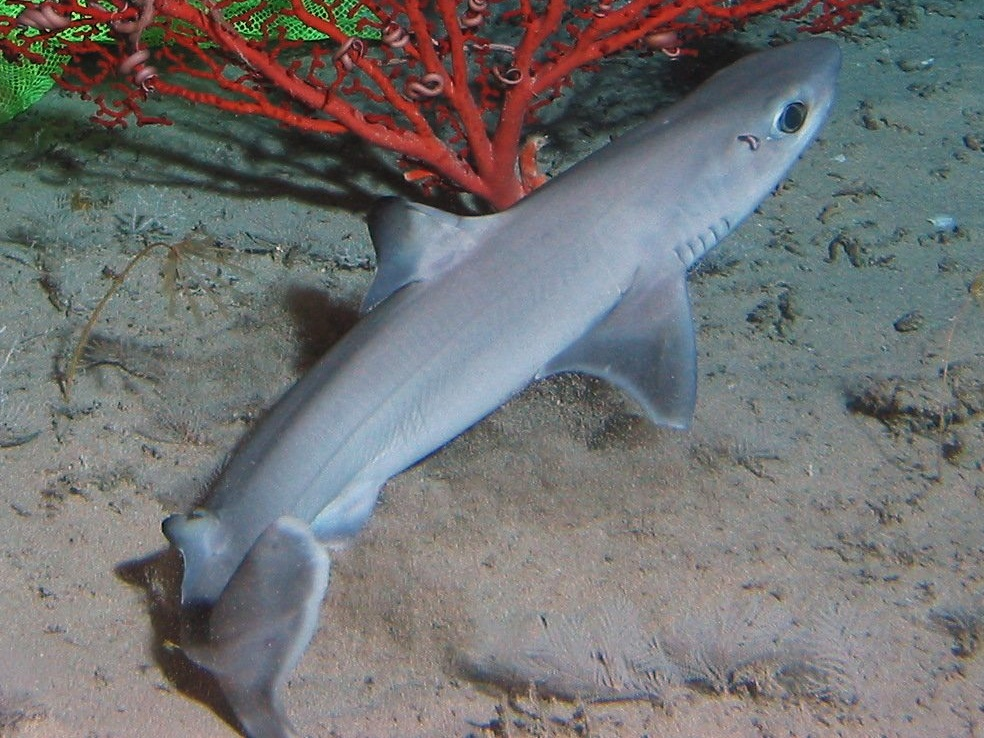
Squalus cubensis (Squalidae)